# Kom el-Dahab
Kom el-Dahab ist die moderne Bezeichnung eines Ruinenhügels im Nordosten Ägyptens. Bei den sichtbaren Resten handelt es sich mit hoher Wahrscheinlichkeit um eine römische Stadt. Die Ruinen liegen heute auf einer Insel am Manzaleh-See, der direkt am Meer liegt.
Der Stadtkern nimmt etwa eine Fläche von 16 Hektar ein und hat einen Stadtplan mit sich rechtwinkelig kreuzenden Straßen. Im Südteil der Stadt gibt es eine Ost-West verlaufende Hauptstraße mit einem großen, wahrscheinlich öffentlichen Gebäude. Dessen Funktion ist nicht bekannt. Es handelte sich vielleicht um einen Tempel oder eine Art Palast. Ganz im Norden der Stadt stehen die Reste eines Theater, das einst etwa 58 bis 60 Meter lang war und aus roten Ziegelsteinen erbaut worden ist. Nördlich davon standen Magazinbauten. Die Stadt, deren antiker Name unbekannt ist, wurde wahrscheinlich im zweiten oder am Beginn des dritten nachchristlichen Jahrhundert aufgegeben.
Im Kom el-Dahab fanden bis 2015 keine Grabungen statt. Der Ort ist von Oberflächenbegehungen und der Auswertung von Satellitenfotos bekannt. Im September 2015 fand eine erste Untersuchung statt, die von Gregory Marouard geleitet wurde. Es wurde vor allem Keramik gesammelt.